# Czarnota białoplama
Czarnota białoplama (Catephia alchymista) – gatunek motyla z rodziny mrocznicowatych i podrodziny Erebinae.

## Występowanie
Zasiedla Azję Mniejszą, północną Afrykę, południową i lokalnie środkową Europę. W Polsce występuje w całym obszarze kraju lecz jest rzadko spotykany.

## Morfologia i ekologia
Rozpiętość skrzydeł 38-42 mm. Tułów i głowa czarnobrunatne. Przednie skrzydła czarnobrunatne z zębatymi, cienkim przepaskami. Tylne skrzydła brunatne z białymi plamami przy nasadzie oraz w okolicach kąta wierzchołkowego i kąta tylnego.
Gąsienice żerują na dębach preferując młode okazy o formie krzewów lub pędy odroślowe. Dorosłe motyle są obserwowane od czerwca do lipca, czasem jeszcze w sierpniu.